# Il signore del canto
Il signore del canto è un romanzo fantasy del 2009 scritto da Andrea Franco.
(Andrea Franco, Il Signore del Canto, op. cit. p.30)

## Trama
Dopo il periodo della scuola del Canto, Jamis ed Èlhear, sono divisi. Il loro amore non ha futuro perché la ragazza è diventata una di'erendis, esperta di Canto e arti magiche. Ma anche il potere di Jamis è molto forte, sebbene ciò non rientri nella tradizione di una società matriarcale e dominata dalla Signora del Canto, la hel'erendis. Il potere del giovane verrà ostacolato in ogni modo, ma la sua ostinazione e un dolore profondo che porta con sé lo guideranno in una sfida senza precedenti contro il potere costituito e la Regola.

## Titoli
Nel romanzo a ogni ruolo sociale corrisponde un titolo. Ecco di seguito i principali:
- do'eren - Studente/essa
- du'erensell - Cantante intrattenitore
- du'erendi - Cantante manutentore
- du'eren/da'eren - Ragazzo/ragazza
- di'erendis - Cantante professionista della scuola del Canto
- hel'erendis - Signora del Canto

## Curiosità
- Il romanzo è uno dei pochi della collana "Storie di Draghi, Maghi e Guerrieri" a presentare in copertina il nome dell'autore, anziché uno degli pseudonimi collettivi, Kay Pendragon e Yon Kasarai, utilizzati per altri titoli.

## Edizioni
- Andrea Franco, Il signore del canto, collana Storie di Draghi, Maghi e Guerrieri, Delos Books, 2009,  p. 96.
- Andrea Franco, Il signore del canto, collana Dragonz (ePub), Delos Books, 2010,  p. 96.